# محور وطائي-نخامي-موجه جسدي

المحور الوطائي- النخامي- الموجه الجسدي، وتأثير هرمون النمو ووسيطه عامل النمو الشبيه بالأنسولين

المحور الوطائي- النخامي- الجسدي (محور HPS ) (بالإنجليزية: The hypothalamic–pituitary–somatotropic axis)‏ أو المحور الوطائي- النخامي- الجسدي المعروف أيضاً باسم محور النمو الوطائي-النخامي، وهو محور وطائي- نخامي يتضمن إفراز هرمون النمو (GH) من الخلايا الموجهة الجسدية في الغدة النخامية إلى الدوران الدموي الجهازي والتنبيه اللاحق لعامل النمو الشبيه بالأنسولين 1 (IGF-1) الذي يُنتج في الأنسجة مثل الكبد بتحريض من هرمون النمو. تشارك الهرمونات الأخرى للوطاء والنخامة مثل الهرمون المطلق لهرمون النمو (GHRH)، الهرمون المثبط لهرمون النمو (GHIH، السوماتوستاتين)، والجريلين (GHS) بالتحكم في إفراز هرمون النمو من الغدة النخامية. يشارك محور وطاء-نخامة-موجهة جسدية في نمو الإنسان بعد الولادة. الأفراد الذين يعانون من نقص هرمون النمو أو متلازمة لارون (عدم حساسية تجاه هرمون النمو) تظهر عليهم أعراض مثل قصر القامة والقزامة والسمنة، ولكنهم أيضاً محميون من بعض أشكال السرطان. على العكس من ذلك، فإن ضخامة النهايات والعملقة هي حالات ناتجة عن زيادة GH وIGF-1 عادة بسبب ورم في الغدة النخامية، وتتميز بـفرط نمو وطول قامة.